# Павлув (Шидловецький повіт)
Павлув (пол. Pawłów) — село в Польщі, у гміні Хлевіська Шидловецького повіту Мазовецького воєводства.
Населення — 771 особа (2011).
У 1975-1998 роках село належало до Радомського воєводства.

## Демографія
Демографічна структура станом на 31 березня 2011 року:
|          | Загалом | Допрацездатний вік | Працездатний вік | Постпрацездатний вік |
| -------- | ------- | ------------------ | ---------------- | -------------------- |
| Чоловіки | 387     | 77                 | 267              | 43                   |
| Жінки    | 384     | 60                 | 221              | 103                  |
| Разом    | 771     | 137                | 488              | 146                  |